# Centrales

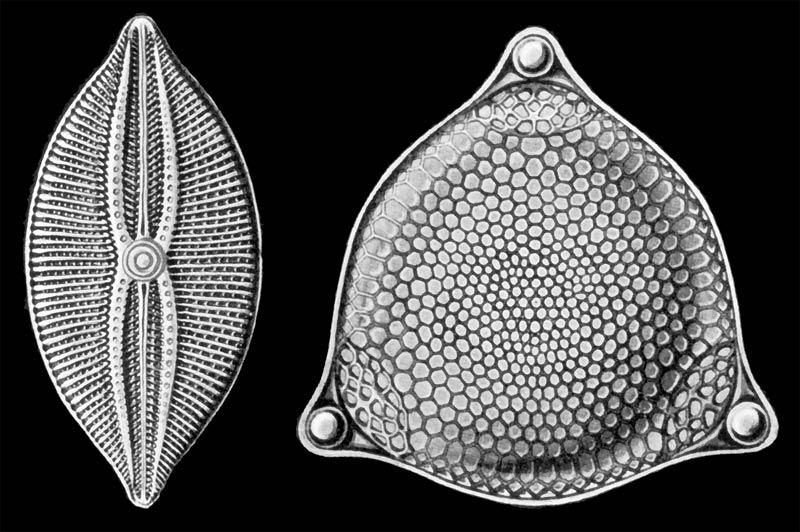
À direita uma diatomácea central (Centrales) comparada com uma diatomácea penada (Pennales). Ilustração de Ernst Haeckel.

Centrales (ou Coscinodiscophyceae sensu lato) é uma ordem tradicional, parafilética, das microalgas do filo Heterokontophyta conhecidas como diatomáceas. O nome deriva da formacêntrica das valvas ou frústulas da diatomácea, que é circular ou elipsóide. As valvas apresentam padrões ornamentais de simetria radial que se observam como pontos ao microscópio óptico. Alguns apresentam também espinhos nas suas valvas, que podem aumentar a área da superfície celular e aumentar a flutuabilidade, ou actuar como medida dissuasória contra os predadores do fitoplâncton. Ao contrário das diatomáceas Pennales, as diatomáceas centrais nunca apresentam rafe (fissura ao longo do eixo longitudinal).

## Descrição
O agrupamento taxonómico Centrales (ou noutras classificações Coscinodiscophyceae sensu lato) é um grupo parafilético basal das algas diatomáceas. São principalmente algas marinhas, em geral caracterizadas por conterem múltiplos plastos (pirenoides).
O nome do agrupamento deriva da forma cêntrica das valvas ou frústula destas diatomáceas, que lhe confere uma simetria radial. As valvas apresentam frequentemente padrões ornamentais de simetria radial que se aparecem como pontos ao microscópio óptico. Algumas espécies apresentam também espinhos (pequenos tricomas rígidos de material silicioso) nas suas valvas, que contribuem para aumentar a área da superfície celular, gerando mais resistência na água e aumentando a flutuabilidade da célula, ao mesmo tempo que actuam como medida dissuasora contra os predadores do fitoplâncton. Ao contrário das diatomáceas penadas (Pennales, estas diatomáceas cêntricas nunca apresentam rafe (fissura ao longo do eixo longitudinal).
No que respeita ao ciclo celular, as células vegetativas são diplóides e realizam a mitose durante a divisão celular normal. Nas espécies sexuadas, a meiose das diatomáceas cêntricas é oogâmica (sem excepção), produzindo gâmetas haploides, óvulos ou espermatozoides uniflagelados. Os gâmetas fundem-se originando um zigoto que cresce em tamanho para formar um auxósporo a partir do qual se desenvolvem as células vegetativas de morfologia e tamanho adulto.

## Taxonomia e sistemática
Em alguns sistemas taxonómicos, as diatomáceas cêntricas (ou centrais) constituem a subclasse Coscinodiscophyceae, em outros a ordem Biddulphiales. No entanto, a taxonomia das diatomáceas está sujeita a mudanças devido ao desenvolvimento de novas ferramentas de análise molecular e genética.
Tradicionalmente a ordem era dividida nas seguintes subordens:
- Coscinodiscineae
- Rhizosoleniineae
- Biddulphiineae

Classificações mais recentes consideram as seguintes ordens e famílias:
- Coscinodiscophyceae sensu stricto (P)
  - Arachnoidiscales
  - Asterolamprales
  - Aulacoseirales
  - Chrysanthemodiscales
  - Corethrales
  - Coscinodiscales
  - Melosirales
  - Orthoseirales
  - Ethmodiscales
  - Rhizosoleniales
  - Stictocyclales
  - Stictodiscales

- Mediophyceae (P)
  - Anaulales
  - Biddulphiales
  - Chaetocerotales
  - Cymatosirales
  - Hemiaulales
  - Lithodesmiales
  - Paraliales
  - Thalassiosirales
  - Triceratiales

## Galeria

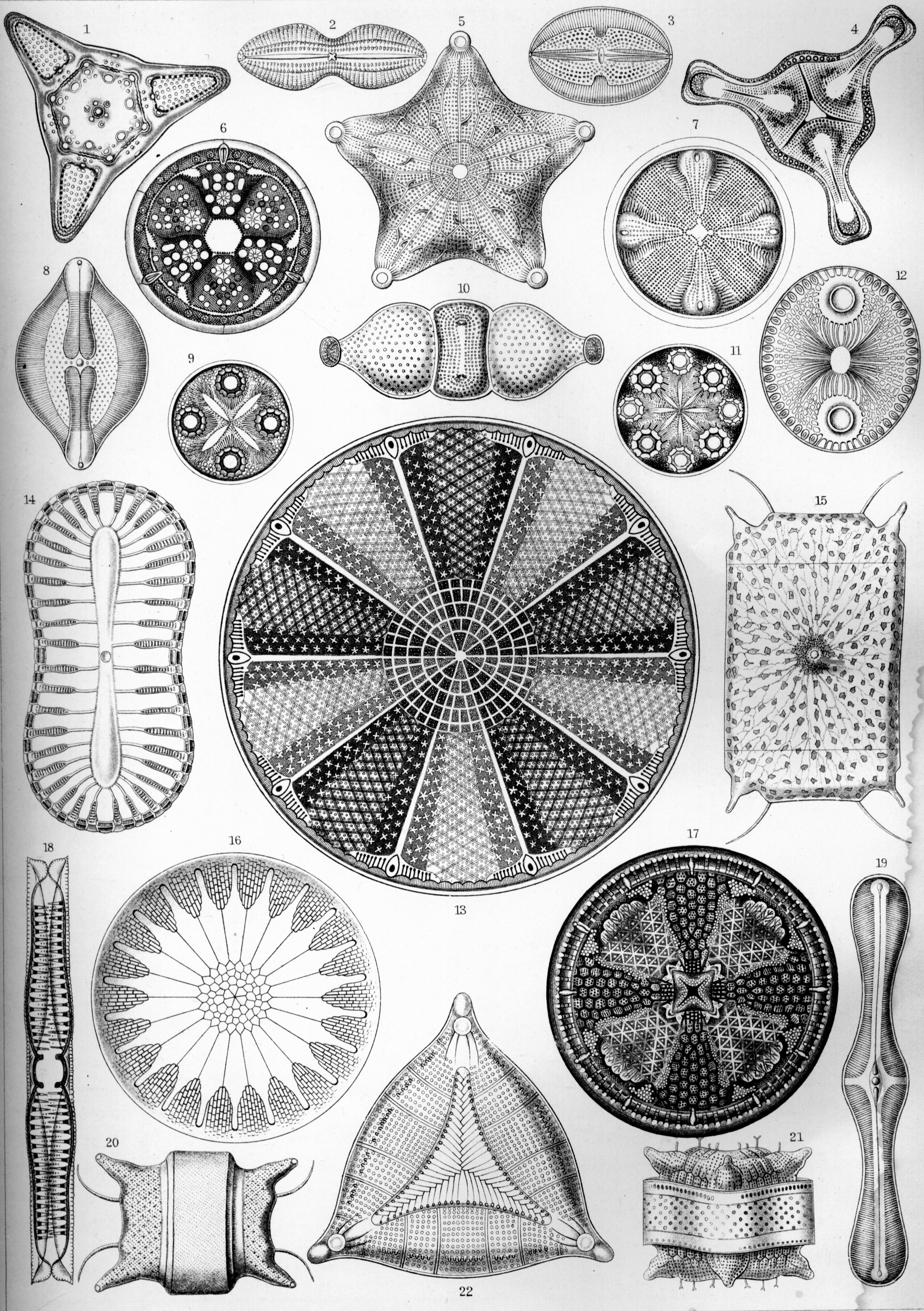
Diatomeas de Haeckel
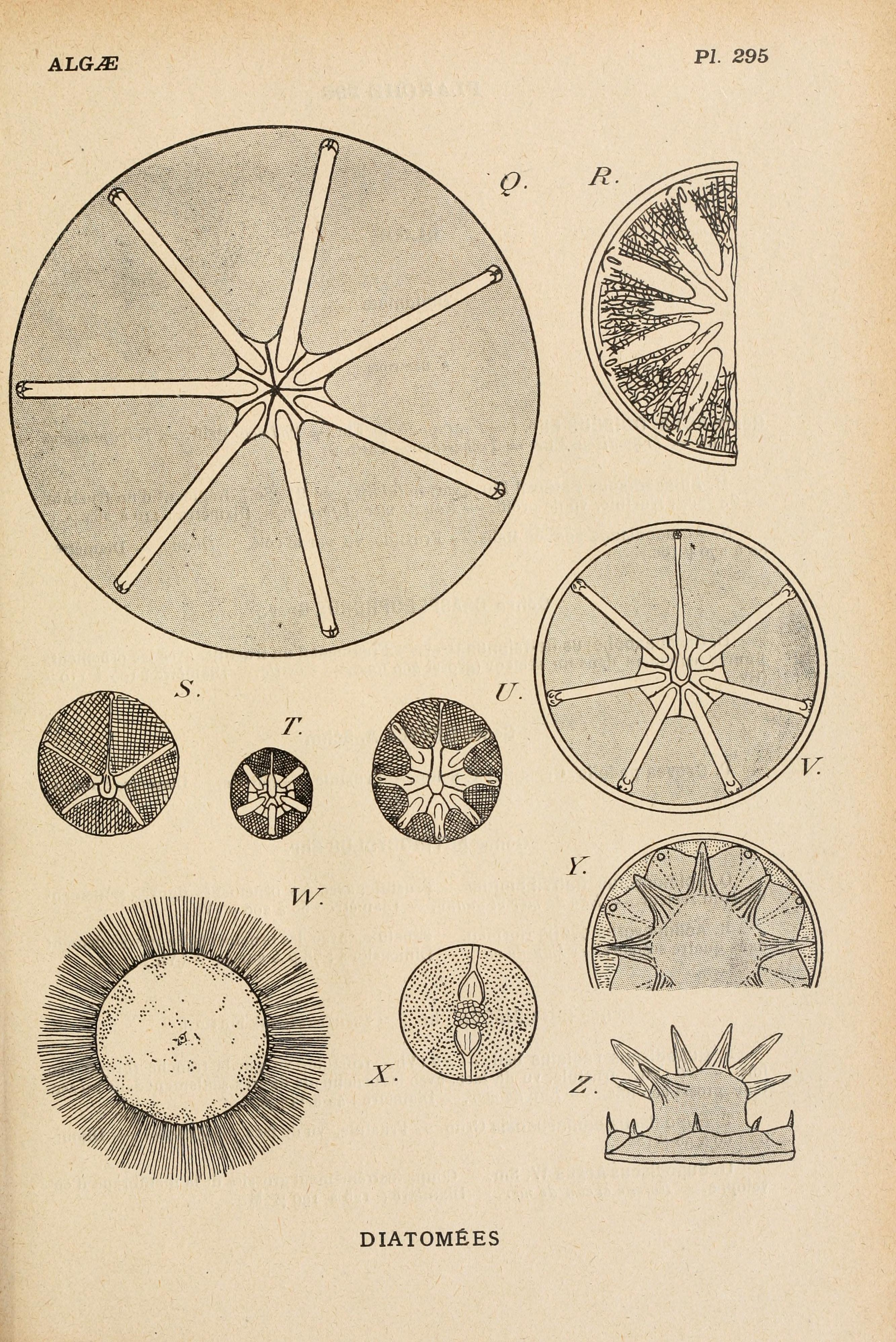
Diatomáceas marinhas (ilustração de Ernst Haeckel, 1825).